# Miłkowo (województwo warmińsko-mazurskie)
Miłkowo – wieś w Polsce położona w województwie warmińsko-mazurskim, w powiecie lidzbarskim, w gminie Orneta.
W latach 1975–1998 miejscowość administracyjnie należała do województwa elbląskiego.  Wieś znajduje się w historycznym regionie Warmia.

## Osoby związane z miejscowością
- Eugeniusz Misiło